# 断章 (細川俊夫)
『断章』（だんしょう、英: Fragment）は、日本の作曲家細川俊夫が1988年から1989年にかけて作曲した、様々な編成からなる作品群である。

## 作品構成

### 断章 I
『断章 I』は、現代三曲アンサンブルからの委嘱により1988年に作曲された、尺八、箏、三弦のための作品である。演奏時間は約9分。
作品は1988年12月16日に現代三曲アンサンブルによって東京で初演された。

### 断章 II
『断章 II』は、クフモ室内楽音楽祭からの委嘱により1989年に作曲された、アルト・フルートと弦楽四重奏のための作品である。演奏時間は約10分。
作品は1989年7月23日にフィンランドのクフモにて、「クフモ室内楽音楽祭」の一環として、ピエール＝イヴ・アルトーとケラー弦楽四重奏団によって初演された。

### 断章 III
『断章 III』は、ザ・ウッズからの委嘱により1989年に作曲された木管五重奏曲である。演奏時間は約11分。
作品は1989年11月9日にエジプトのカイロで、ザ・ウッズによって初演された。